# Сакимото, Хитоси
Хитоси Сакимото (яп. 崎元 仁 Сакимото Хитоси, 26 февраля 1969, Токио) — японский композитор и аранжировщик, наиболее известный по созданию музыкального сопровождения для игр Final Fantasy Tactics и Final Fantasy XII. Разработал саундтреки к более чем 70 играм, для более чем 40 создал аранжировки.
В 1997 году Хитоси Сакимото перешёл на работу в компанию Square (ныне Square Enix), где работал над игрой Final Fantasy Tactics и добился благодаря ей мирового признания. В 2002 году ушёл из Square и основал свою собственную звукозаписывающую студию под названием Basiscape, продолжив, тем не менее, работу над играми серии Final Fantasy. Basiscape включила в себя десять известных композиторов и стала крупнейшей в игровой индустрии независимой музыкальной компанией.
Кроме написания саундтреков для видеоигр Сакимото также известен по участию в создании некоторых аниме и поп-альбомов. Его музыка исполняется многими симфоническими оркестрами по всему миру.

## Биография

### Ранняя жизнь
Хитоси Сакимото родился 26 февраля 1969 года в Токио. Интерес к музыке у него появился еще в начальной школе, когда он научился играть на фортепиано и электрооргане, тогда же он играл в нескольких духовых оркестрах и рок-группах. С детства он также любил видеоигры, Сакимото начал создавать свои собственные игры в младших классах вместе с друзьями. В старших классах Сакимото писал для компьютерного журнала Oh!FM и собирал материалы о музыкальных произведениях, которые ему нравились, став самопровозглашенным «компьютерным, игровым и музыкальным гиком».
Сакимото начал сочинять музыку для игр в 16 лет, и ему платили как за создание самой музыки, так и за написание программ-драйверов для её воспроизведения. Его дебют в качестве профессионального игрового композитора состоялся в 1988 году, когда он и его друг Масахару Ивата, с которым он работал над множеством последующих игр, создали музыку для игры-шутера Revolter, изданной компанией ASCGroup для NEC PC-8801. Сакимото также создал синтезаторный драйвер Terpsichorean для улучшения качества звучания музыки в игре; этот синтезаторный драйвер в дальнейшем был внедрен во многие игры сделанные в Японии в начале 1990-х годов. Несмотря на успех Revolter, он хотел стать именно программистом видеоигр, а не композитором для них; однако его друзья и коллеги убедили его продолжать сочинять музыку для игр.

### Карьера
После Revolter музыка и синтезаторный драйвер Сакимото завоевали признание в индустрии, в результате чего его попросили написать саундтрек для нескольких игр на PC-9801 и Sega Mega Drive, таких как Starship Rendezvous и Gauntlet IV. В период с 1990 по 1992 года Сакимото работал над более чем 20 видеоиграми для различных компаний, таких как Toshiba EMI, Artec и Data East. В 1990 году он в одиночку написал саундтрек для Bubble Ghost.
Однако, по-настоящему известным в Японии Сакимото стал в 1993 году, когда он написал музыку для Ogre Battle: The March of the Black Queen. Главным геймдизайнером игры был Ясуми Мацуно, и после ее выхода он выбрал Сакимото в качестве постоянного композитора своей команды разработчиков в Quest, а затем и в Square. В том году Сакимото также работал над 14 другими играми, включая Megami Tensei и Alien vs. Predator. В течение следующих нескольких лет он сочинил музыку для более чем 40 игр.
В 1997 г. Сакимото присоединился к Square и написал музыку для Final Fantasy Tactics, которая принесла ему международную известность и была наиболее известной из его работ за пределами Японии, по крайней мере до 2006 года. В течение следующих нескольких лет он трудился над разными играми других компаний, а его следующая работа для Square появилась только в 2000 году — Vagrant Story. Это была его последняя работа в качестве сотрудника Square: хотя он и продолжил сочинять музыку для Breath of Fire V и Tactics Ogre: The Knight of Lodis для Capcom и Quest, он ушел из Square, чтобы основать свою собственную студию, Basiscape, в октябре 2002 года.

### Basiscape
Basiscape — студия по написанию музыки и звукому дизайну, основанная Сакимото в 2002 году. Студия участвует в создании видеоигр, аниме и фильмов. По словам Сакимото, он покинул Square, чтобы основать компанию, потому что хотел большей свободы в выборе проектов. На момент основания в студии было всего три человека: Сакимото, Ивата и Манабу Намики. Сакимото продолжил писать музыку для различных компаний, включая Square Enix. В середине 2000-х годов к студии присоединились Мицухиро Канеда, Кимихиро Абе, Нориюки Камикура, Ёсими Кудо и Азуса Чиба. В 2009 году компания запустила собственный лейбл звукозаписи.

### Другие проекты
Он написал по одному треку для альбомов Ten Plants (1998) и 2197 (1999), в которых звучит музыка различных исполнителей. В 2005 году Сакимото участвовал в коллаборации с певицей Lia, для написании альбома Colors of Life. Также он был композитором аниме-сериалов: Romeo × Juliet и The Tower of Druaga, а также композитором OVA Kaleido Star.

## Музыкальный стиль и влияние
Сакимото сочиняет свою музыку в начале «наигрывая её на фортепиано», а затем уже работая над расширенной аранжировкой на компьютере.
Стиль музыки, которую он пишет, вдохновлен оркестрами. Чтобы добиться такого звучания, Сакимото активно использует секвенсор, потому что привлечение настоящего оркестра стоит больших денег. При написании саундтрека к видеоигре он сначала встречается с геймдизайнером или продюсером игры, чтобы выяснить, какие эмоции они хотят вызвать у игрока, и, сделав для них демозапись, приступает к созданию музыки, соответствующей этим ощущениям.
По его словам, наибольшее влияние на него оказали «старый техно и прогрессивный рок», например, японская синти-поп-группа Yellow Magic Orchestra или британская рок-группа King Crimson. Когда он только начинал заниматься музыкой, он выступал под псевдонимом YmoH.S, что означало Yellow Magic Orchestra. Также он подчеркивает влияние на своё творчество американского джазового музыканта Чика Кориа.

## Основные работы

### Видеоигры
| Год  | Название                                       | Участие                                                       | Ссылки |
| ---- | ---------------------------------------------- | ------------------------------------------------------------- | ------ |
| 1991 | Devilish                                       | Музыка                                                        | [ 4 ]  |
| 1991 | Verytex                                        | Музыка, вместе с Масахару Ивата и Ёсио Фурукава               | [ 4 ]  |
| 1991 | Magical Chase                                  | Музыка, вместе с Масахару Ивата                               | [ 4 ]  |
| 1993 | Gauntlet IV                                    | Музыка, вместе с Масахару Ивата                               | [ 4 ]  |
| 1993 | Ogre Battle                                    | Музыка, вместе с Масахару Ивата и Хаято Мацуо                 | [ 4 ]  |
| 1994 | X-Kaliber 2097                                 | Музыка, вместе с Хаято Мацуо                                  | [ 4 ]  |
| 1994 | Kingdom Grand Prix                             | Музыка, вместе с Масахару Ивата                               | [ 4 ]  |
| 1995 | Tactics Ogre                                   | Музыка, вместе с Масахару Ивата и Хаято Мацуо                 | [ 4 ]  |
| 1996 | Treasure Hunter G                              | Музыка, вместе с другими композиторами                        | [ 4 ]  |
| 1996 | Terra Diver                                    | Музыка                                                        | [ 4 ]  |
| 1997 | Bloody Roar                                    | Музыка, вместе с другими композиторами                        | [ 4 ]  |
| 1997 | Final Fantasy Tactics                          | Музыка, вместе с Масахару Ивата                               | [ 4 ]  |
| 1998 | Radiant Silvergun                              | Музыка                                                        | [ 4 ]  |
| 1998 | Armed Police Batrider                          | Музыка, вместе с Кэнити Кояно и Манабу Намики                 | [ 4 ]  |
| 1999 | Ogre Battle 64                                 | Музыка, вместе с Масахару Ивата и Хаято Мацуо                 | [ 4 ]  |
| 2000 | Vagrant Story                                  | Музыка                                                        | [ 4 ]  |
| 2001 | Tactics Ogre: The Knight of Lodis              | Музыка, вместе с Масахару Ивата                               | [ 4 ]  |
| 2001 | Legaia 2: Duel Saga                            | Музыка, вместе с Ясунори Мицуда и Митиру Осима                | [ 4 ]  |
| 2001 | Tekken Advance                                 | Музыка, вместе с Ацухиро Мотояма                              | [ 4 ]  |
| 2002 | Breath of Fire: Dragon Quarter                 | Музыка                                                        | [ 4 ]  |
| 2003 | Final Fantasy Tactics Advance                  | Музыка, вместе с Нобуо Уэмацу, Аяко Сасо и Каори Окоси        | [ 4 ]  |
| 2004 | Gradius V                                      | Музыка                                                        | [ 4 ]  |
| 2004 | Stella Deus: The Gate of Eternity              | Музыка, вместе с Масахару Ивата                               | [ 4 ]  |
| 2006 | Monster Kingdom: Jewel Summoner                | Музыка, вместе с другими композиторами                        | [ 4 ]  |
| 2006 | Fantasy Earth Zero                             | Музыка, вместе с Масахару Ивата, Кэнити Кояно и Манабу Намики | [ 4 ]  |
| 2006 | Final Fantasy XII                              | Музыка                                                        | [ 4 ]  |
| 2006 | Battle Stadium D.O.N                           | Музыка, вместе с другими композиторами Basiscape              | [ 4 ]  |
| 2006 | Digimon World Data Squad                       | Музыка, вместе с другими композиторами Basiscape              | [ 4 ]  |
| 2007 | GrimGrimoire                                   | Музыка, вместе с другими композиторами Basiscape              | [ 4 ]  |
| 2007 | Final Fantasy Tactics: The War of the Lions    | Музыка, вместе с Масахару Ивата                               | [ 4 ]  |
| 2007 | Odin Sphere                                    | Музыка, вместе с другими композиторами Basiscape              | [ 4 ]  |
| 2007 | ASH: Archaic Sealed Heat                       | Музыка, вместе с Масахару Ивата                               | [ 4 ]  |
| 2007 | Final Fantasy Tactics A2                       | Музыка, вместе с Аяко Сасо, Каори Окоси и Мицухиро Канэда     | [ 4 ]  |
| 2007 | Opoona                                         | Музыка, вместе с другими композиторами Basiscape              | [ 4 ]  |
| 2007 | Deltora Quest: The Seven Gems                  | Музыка, вместе с другими композиторами Basiscape              | [ 4 ]  |
| 2008 | Valrkyria Chronicles                           | Музыка                                                        | [ 4 ]  |
| 2008 | The Wizard of Oz: Beyond the Yellow Brick Road | Музыка, вместе с другими композиторами                        | [ 4 ]  |
| 2008 | Coded Soul                                     | Музыка, вместе с другими композиторами Basiscape              | [ 4 ]  |
| 2009 | Muramasa: The Demon Blade                      | Музыка, вместе с другими композиторами Basiscape              | [ 4 ]  |
| 2009 | Tekken 6                                       | Музыка, вместе с другими композиторами Basiscape              | [ 4 ]  |
| 2009 | Lord of Vermilion II                           | Музыка                                                        | [ 4 ]  |
| 2010 | Valkyria Chronicles II                         | Музыка                                                        | [ 4 ]  |
| 2010 | Tactics Ogre: Let Us Cling Together            | Ремейк; музыка, вместе с Масахару Ивата и Хаято Мацуо         | [ 4 ]  |
| 2011 | Valkyria Chronicles III                        | Музыка                                                        | [ 4 ]  |
| 2013 | Dragon’s Crown                                 | Музыка                                                        | [ 4 ]  |
| 2014 | Terra Battle                                   | Музыка, вместе с другими композиторами                        | [ 4 ]  |
| 2015 | Zodiac: Orcanon Odyssey                        | Музыка                                                        | [ 16 ] |
| 2016 | Odin Sphere Leifthrasir                        | Музыка, вместе с другими композиторами Basiscape              | [ 4 ]  |
| 2017 | Final Fantasy XII: The Zodiac Age              | Музыка                                                        | [ 17 ] |
| 2018 | Valkyria Chronicles 4                          | Музыка                                                        | [ 18 ] |
| 2019 | 13 Sentinels: Aegis Rim                        | Музыка, вместе с другими композиторами Basiscape              | [ 4 ]  |
| 2020 | Unsung Story                                   | Музыка                                                        | [ 19 ] |
| 2021 | Astria Ascending                               | Музыка, вместе с другими композиторами Basiscape              | [ 20 ] |
| 2022 | Little Noah: Scion of Paradise                 | Музыка                                                        | [ 21 ] |
| 2022 | Tactics Ogre: Reborn                           | Музыка, вместе с другими композиторами Basiscape              | [ 22 ] |

### Другое[23]
- Kaleido Star: Legend of Phoenix — Layla Hamilton Story (2005)
- Romeo x Juliet (2007)
- The Tower of Druaga: The Aegis of Uruk (2008)
- The Tower of Druaga: The Sword of Uruk (2009)
- Tekken: Blood Vengeance (2011)
- Chaos Dragon (2015)